# (34360) 2000 RS28
2000 RS28 (asteroide 34360) é um asteroide da cintura principal. Possui uma excentricidade de 0.04484570 e uma inclinação de 10.37062º.
Este asteroide foi descoberto no dia 1 de setembro de 2000 por LINEAR em Socorro.